# تشارلز ليون (سياسي)
تشارلز ليون (بالفرنسية: Charles Léon)‏ هو سياسي فرنسي، ولد في 15 ديسمبر 1806 بباريس في فرنسا، وتوفي في 14 أبريل 1881 في نفس البلد.